# Кортуза
Корту́за (лат. Cortúsa) — род цветковых растений семейства Первоцветные (Primulaceae), содержит 4 вида.
Род назван в честь итальянского ботаника Джакомо Антонио Кортузо.

## Ботаническое описание

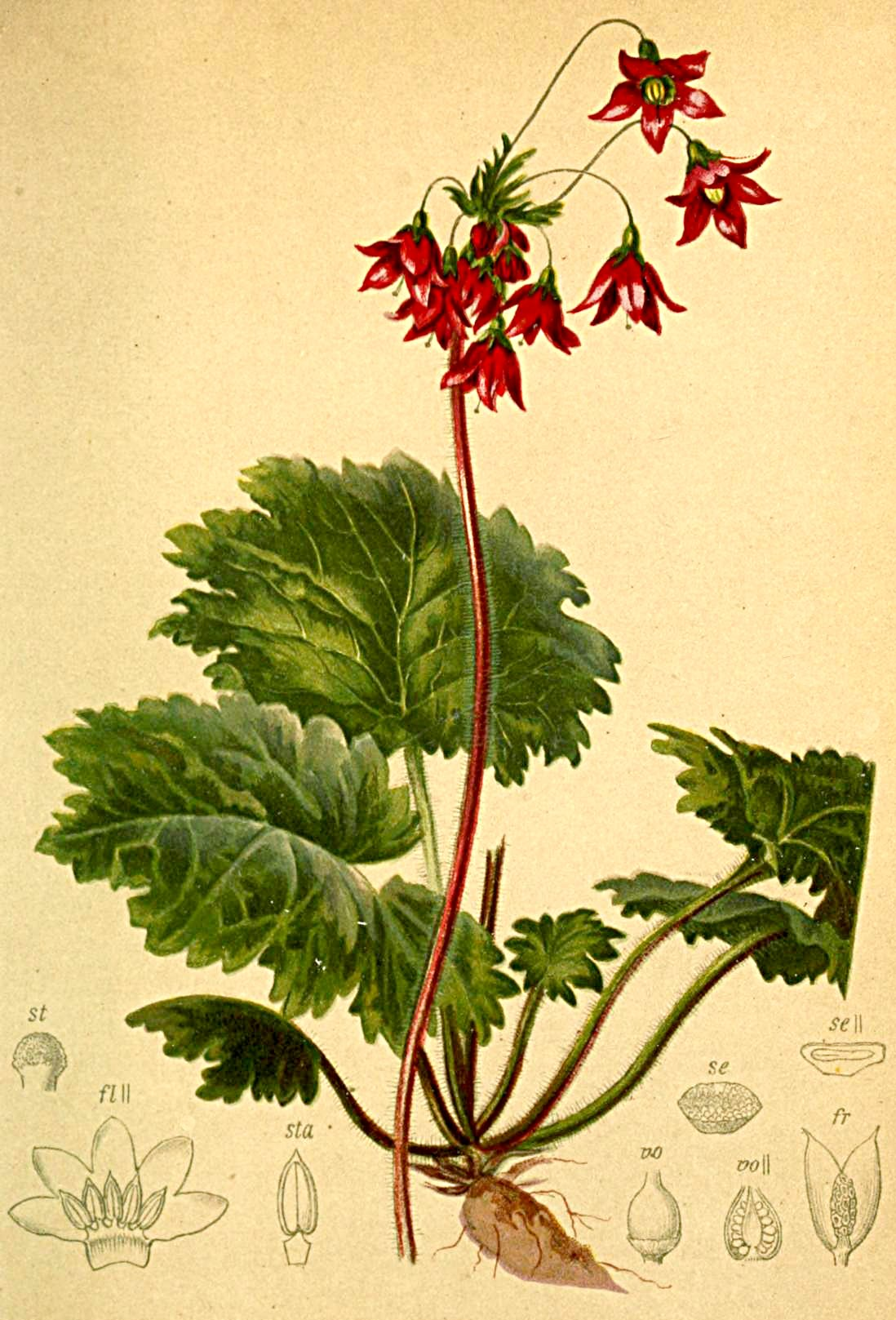
Кортуза Маттиоли (Cortusa matthioli). Ботаническая иллюстрация Антона Хартингера из книги «Atlas Alpenflora», 1882

Многолетние низкорослые травянистые растения, формируют куртины пушистых, светло-зелёных, сердцевидных листьев с зубчатыми краями. Ранней весной появляются рыхлые верхушечные зонтики нежных колоколовидных или лилиевидных цветков на цветоносах 15—20 см высотой. Цветки пурпурные, розовые, белые и жёлтые.

## Распространение и местообитание
Произрастают в горах Южной и Восточной Европы, в том числе Альпах и Карпатах, некоторые виды также встречаются в Китае.

## Хозяйственное значение и применение
Некоторые виды выращивают как декоративные садовые растения для каменистых и теневых садов.

## Систематика и таксономия
По данным The Plant List род включает 4 вида:
- Cortusa brotheri Pax ex Lipsky — Кортуза Бротеруса
- Cortusa discolor Vorosch. & Gorovoj — Кортуза разноцветная
- Cortusa matthioli L. — Кортуза Маттиоли
- Cortusa sibirica Andrz. — Кортуза сибирская

Некоторые авторы рассматривают данный таксон в ранге монотипной подсекции Cortusa (L.) Kovt. секции Cortusoides Balf.f. подрода Primula рода Primula L. (Первоцвет), единственный вид которой — Primula matthioli (L.) V.A.Richt. — включает 11 подвидов:
- Cortusa matthioli subsp. altaica (Losinsk.) Kovt., 2011
- Cortusa matthioli subsp. brotheri (R.Knuth) Kovt., 2013
- Cortusa matthioli subsp. discolor (Vorosch. & Gorovoj) Kovt., 2011
- Cortusa matthioli subsp. himalaica (Losinsk.) Kovt., 2013
- Cortusa matthioli subsp. matthioli
- Cortusa matthioli subsp. mongolica (Losinsk.) Kovt., 2011
- Cortusa matthioli subsp. pekinensis (V.A.Richt.) Kovt., 2011
- Cortusa matthioli subsp. pubens (Schott, Nyman & Kotschy) Kovt., 2013
- Cortusa matthioli subsp. sachalinensis (Losinsk.) Kovt., 2011
- Cortusa matthioli subsp. sibirica (Andrz. ex Besser) Kovt., 2011
- Cortusa matthioli subsp. turkestanica (Losinsk.) Kovt., 2013